# آنا خاچاطریان

آنا خاچاطریان (ارمنی: Աննա Խաչատրյան؛ انگلیسی: Anna Khachatryan زادهٔ ۲۶ ژوئن ۱۹۸۰) خواننده اهل ارمنستان است.

## زندگی‌نامه
وی در ۲۶ ژوئن ۱۹۸۰ ‏ در ایروان به دنیا آمد و از مدرسه شماره ۱۹ نیکول آقبالیان (۱۹۹۷) و دانشگاه دولتی زبان‌ها و علوم اجتماعی بروسوف ایروان (۲۰۰۲) فارغ‌التحصیل گشت. ویکتور خاچاطریان پدر وی می‌باشد. وی از سال ۱۹۹۹ تک‌خوان ارکستر دولتی جاز ارمنستان می‌باشد.

## یادداشت
1. ↑  Հայաստանի պետական ջազ նվագախմբի